# 3 Гидры
3 Гидры (лат. 3 Hydrae), HV Гидры (лат. HV Hydrae), HD 72968 — одиночная переменная звезда в созвездии Гидры на расстоянии приблизительно 348 световых лет (около 107 парсек) от Солнца. Видимая звёздная величина звезды — от +5,76m до +5,66m. Возраст звезды определён как около 603 млн лет.

## Характеристики
3 Гидры — белая вращающаяся переменная звезда типа Альфы² Гончих Псов (ACV) спектрального класса A1pSrCrEu, или A1VpSrCr, или A2p(Sr-Cr-Eu), или A2p, или A2. Масса — около 2,39 солнечной, радиус — около 2,752 солнечного, светимость — около 50,119 солнечной. Эффективная температура — около 9996 K.

## Планетная система
В 2019 году учёными, анализирующими данные проектов HIPPARCOS и Gaia, у звезды обнаружена планета HIP 42146 b.